# Dilació (teoria d'operador)
En la teoria d'operador, una dilatació d'un operador T en un espai de Hilbert H és un operador en un espai més gran de Hilbert K, la restricció a H composta amb la projecció ortogonal sobre H és T.
Més formalment, sigui T un operador acotat en algun espai de Hilbert H i H un subespai d'un espai més gran de Hilbert  H' . Un operador acotat V en  H'  és una dilatació de T si
{\displaystyle P_{H}\;V|_{H}=T}
on {\displaystyle P_{H}} és una projecció ortogonal en H.
V es diu que és una dilació unitària (respectivament, normal, isomètrica, etc.) si V és unitari (respectivament, normal, isomètrica, etc.). T es diu que és una compressió de V. Si un operador T té un conjunt espectral, diem que V és una dilació límit normal o una dilació {\displaystyle \partial X} de T i {\displaystyle \sigma (V)\in \partial X}.
Alguns textos imposen una condició addicional. És a dir, que una dilatació satisfà la següent propietat (càlcul):
{\displaystyle P_{H}\;f(V)|_{H}=f(T)}
on f(T) és algun càlcul funcional específic (per exemple, el polinòmic o el càlcul H∞). La utilitat d'una dilació és que permet l'"aixecament" d'objectes associats a T al nivell de V, on els objectes aixecats poden tenir propietats més agradables. Vegeu, per exemple, el teorema d'elevació commutant.

## Aplicacions
Podem demostrar que cada contracció en els espais de Hilbert té una dilatació unitària. Una possible construcció d'aquesta dilatació és com segueix. Per a una contracció T, l'operador
{\displaystyle D_{T}=(I-T^{*}T)^{\frac {1}{2}}}
és positiu, on el càlcul funcional continu sol definir l'arrel quadrada. L'operador DT es diu l'operador de defecte de T. Sigui V operador en
{\displaystyle H\oplus H}
Definit per la matriu
{\displaystyle V={\begin{bmatrix}T&D_{T^{*}}\\\ D_{T}&-T^{*}\end{bmatrix}}.}
V és clarament una dilació de T. També, T(I - T*T) = (I - TT* )T implica
{\displaystyle TD_{T}=D_{T^{*}}T.}
L'ús d'aquest es pot demostrar, mitjançant el càlcul de forma directa, que V és unitària, per tant, una dilatació unitària de T. Aquest operador V de vegades es diu l'operador de Júlia de T.
Noteu que quan T és un escalar real de, diguem {\displaystyle T=\cos \theta }, tenim
{\displaystyle V={\begin{bmatrix}\cos \theta &\sin \theta \\\ \sin \theta &-\cos \theta \end{bmatrix}}.}
que és només la matriu unitària que descriu la rotació per θ. Per aquesta raó, l'operador Júlia V(T) de vegades es diu la rotació elemental de T.
Observem aquí que en l'anàlisi anterior no hem requerit la propietat càlcul de la dilatació. De fet, el càlcul directe mostra a l'operador Júlia deixa de ser una dilatació "grau-2" en general, és a dir, no té per què ser cert que
{\displaystyle T^{2}=P_{H}\;V^{2}|_{H}}.

Tanmateix, també pot ser demostrat que qualsevol contracció té una dilatació unitària que té anteriorment la propietat de càlcul. Aquesta és la dilatació del teorema de Sz.-Nagy. Més generalment, si {\displaystyle {\mathcal {R}}(X)} és un àlgebra de Dirichlet, qualsevol operador T amb {\displaystyle X} com un conjunt espectral tindrà una dilatació parcial normal {\displaystyle \partial X} amb aquesta propietat. Aquesta dilatació generalitzada del teorema de Sz.-Nagy com totes les contraccions tenen el disc de la unitat com un conjunt espectral.